# Oberon Peak
Der Oberon Peak ist ein 1250 m hoher und isolierter Nunatak im Zentrum der westantarktischen Alexander-I.-Insel. Er ragt rund 13 km nordnordwestlich des Titania Peak am Kopfende des Uranus-Gletschers auf.
Der britische Geograph Derek Searle vom Falkland Islands Dependencies Survey kartierte ihn 1960 anhand von Luftaufnahmen der US-amerikanischen Ronne Antarctic Research Expedition (1947–1948). Das UK Antarctic Place-Names Committee benannte ihn 1961 in Anlehnung an die Benennung des Uranus-Gletschers nach dem Uranus-Mond Oberon.